# Grindstedkredsen
Grindstedkredsen var en opstillingskreds i Ribe Amtskreds i 1971-2006. 
Kredsen afløste i sin tid Bækkekredsen i Ribe Amtskreds, og den blev efterfulgt af Vejenkredsen i Sydjyllands Storkreds. 
Den 8. februar 2005 var der 41.262 stemmeberettigede vælgere i kredsen.
Kredsen rummede i 2005 flg. kommuner og valgsteder::
1. Billund Kommune
  1. Billund
  2. Vorbasse
2. Brørup Kommune
  1. Brørup
  2. Lindknud
3. Grindsted Kommune
  1. Filskov
  2. Grindsted
  3. Hejnsvig
  4. Sdr. Omme
  5. St./Krogager
4. Holsted Kommune
  1. Aastrup
  2. Føvling
  3. Holsted
  4. Hovborg
  5. Stenderup
  6. Tobøl
5. Vejen Kommune
  1. Andst Forsamlingshus
  2. Askov-Malt Skole
  3. Bække Skole
  4. Gesten Forsamlingshus
  5. Læborg Forsamlingshus
  6. Thorsted Forsamlingshus
  7. Veerst Forsamlingshus
  8. Vejen Hallen